# Riencourt-lès-Cagnicourt
Riencourt-lès-Cagnicourt är en kommun i departementet Pas-de-Calais i regionen Hauts-de-France i norra Frankrike. Kommunen ligger i kantonen Vitry-en-Artois som tillhör arrondissementet Arras. År 2022 hade Riencourt-lès-Cagnicourt 249 invånare.

## Befolkningsutveckling
Antalet invånare i kommunen Riencourt-lès-Cagnicourt
| Referens: INSEE |